# Kondrowka (Mordowia)
Kondrowka (ros. Кондровка) – wieś (sieło) w Rosji, w Mordowii, w rejonie tiemnikowskim. W 2010 liczyła 185 mieszkańców.